# Phlegra hentzi
Phlegra hentzi là một loài nhện trong họ Salticidae.
Loài này thuộc chi Phlegra. Phlegra hentzi được Marx miêu tả năm 1890.

## Hình ảnh

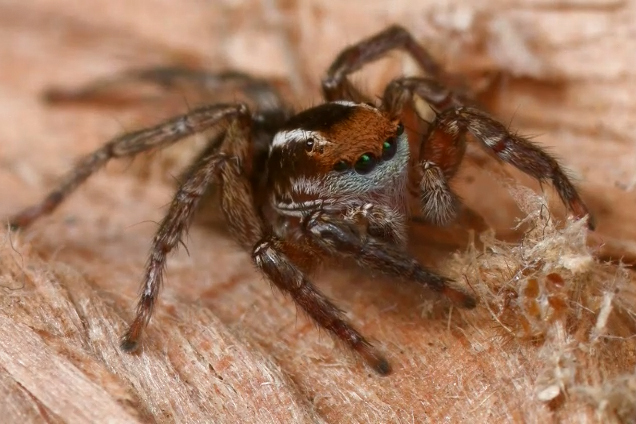